# Campionati asiatici di badminton a squadre 2022
I Campionati asiatici di badminton a squadre 2022 si sono svolti a Selangor, in Malaysia. È stata la 4ª edizione del torneo, organizzato dalla Badminton Asia.

## Podi
| Evento           | Oro       | Argento       | Bronzo                  |
| Torneo maschile  | Malaysia  | Indonesia     | Singapore Corea del Sud |
| Torneo femminile | Indonesia | Corea del Sud | Malaysia Giappone       |